# Catamergus fulvae
Catamergus fulvae är en insektsart som först beskrevs av Oestlund 1887.  Catamergus fulvae ingår i släktet Catamergus och familjen långrörsbladlöss. Inga underarter finns listade i Catalogue of Life.